# Cyrtandra woodsii
Cyrtandra woodsii är en tvåhjärtbladig växtart som beskrevs av Brian Laurence Burtt. Cyrtandra woodsii ingår i släktet Cyrtandra och familjen Gesneriaceae. Inga underarter finns listade i Catalogue of Life.